# 苦菜
苦菜（学名：Sonchus oleraceus），又名苦苣菜、滇苦荬菜、苦滇菜，为菊科苦苣菜属的植物。原產於歐洲和西亞，後來擴散到全球，生长于海拔170米至3,200米的地区，多生长在林下、山坡、平地田间、空旷处、山谷林缘或近水处。

## 特征

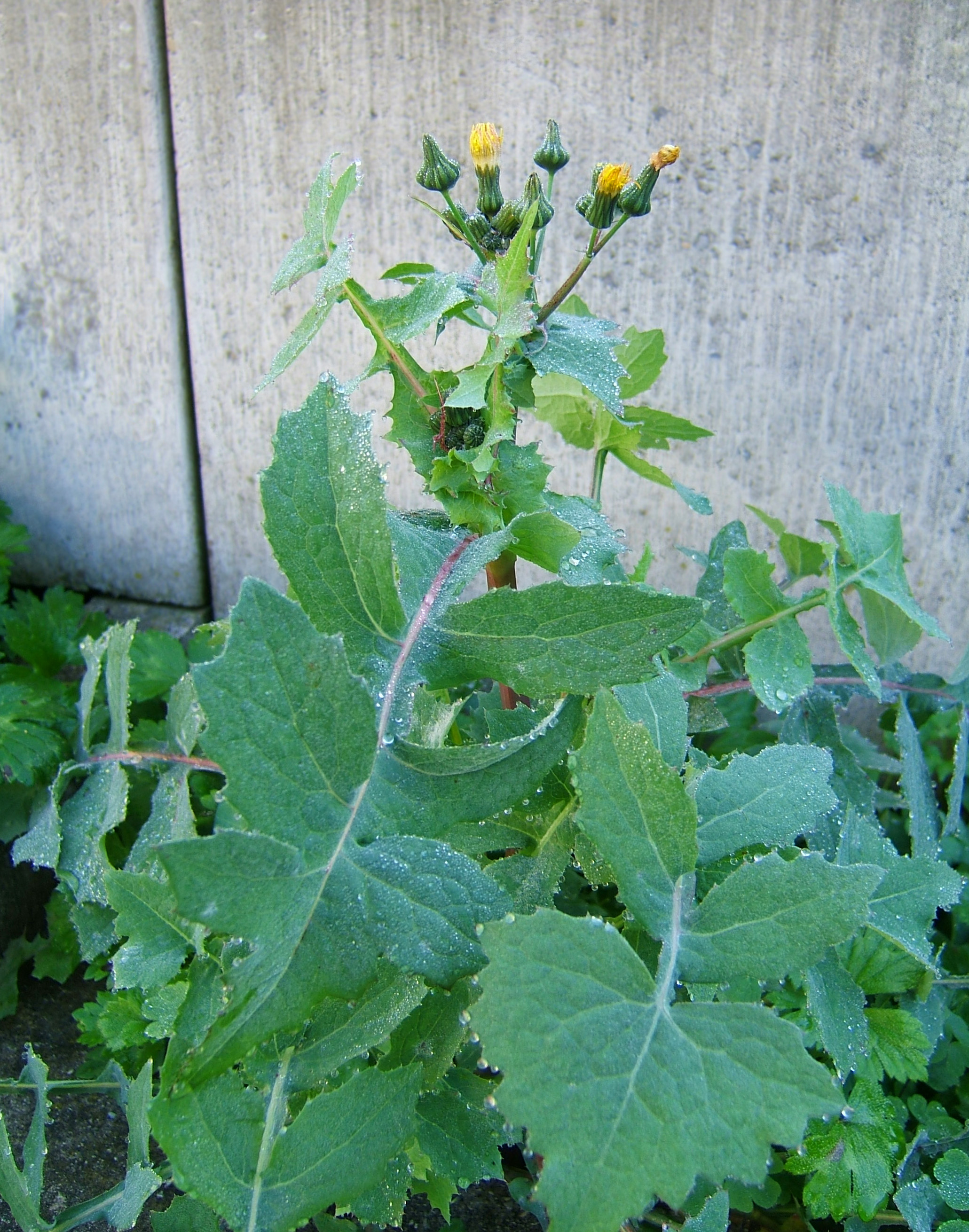
苦苣菜

其莖中空，高度可達30-100釐米。性喜陽，對土壤要求不高。

## 外部連結
- 昆明植物研究所. . 《中国高等植物数据库全库》. 中国科学院微生物研究所.   [2009-02-25]. （原始内容存档于2016-03-05）.